# Бедбург
Бедбург (на немски: Bedburg) е град в Северен Рейн-Вестфалия, Германия, с 23 334 жители (към 31 декември 2015).
Бедбург е споменат за пръв път в документ през 893 г. като Betbure и през 1295 г. като град („опидум“).
- Дворец Бедбург